# Februar 2013
Portal Geschichte | Portal Biografien | Aktuelle Ereignisse | Jahreskalender | Tagesartikel

◄ |
20. Jahrhundert |
21. Jahrhundert

◄ |
1980er |
1990er |
2000er |
2010er
| 2020er | 2030er | 2040er

◄ |
2009 |
2010 |
2011 |
2012 |
2013
| 2014 | 2015 | 2016 | 2017 | ►

◄ |
November 2012 |
Dezember 2012 |
Januar 2013 |
Februar 2013 |
März 2013 |
April 2013 |
Mai 2013 |
►
Dieser Artikel behandelt tagesbezogene Nachrichten und Ereignisse im Februar 2013.

## Tagesgeschehen

### Samstag, 2. Februar 2013
- Berlin/Deutschland: Die seit 1981 ausgestrahlte ZDF-Samstagabendshow Wetten, dass..? wird als beste TV-Unterhaltungssendung mit der Goldenen Kamera ausgezeichnet. Es ist die dritte Goldene Kamera für die Sendung.[1]

### Sonntag, 3. Februar 2013
- New Orleans/Vereinigte Staaten: Die Baltimore Ravens gewinnen den Super Bowl XLVII mit 34:31 gegen die San Francisco 49ers.[2]
- Patikul/Philippinen: Bei Gefechten zwischen der Nationalen Befreiungsfront der Moro und der militanten muslimischen Terrororganisation Abu Sajaf sterben auf der Insel Jolo 30 Menschen.[3]
- Vaduz/Liechtenstein: Aus den Landtagswahlen geht die christlich-konservative Fortschrittliche Bürgerpartei (FBP) mit 40,0 % der Parteistimmen als stärkste Kraft hervor, die ehemals an erster Stelle der Wählergunst liegende sozial-konservative Vaterländische Union (VU) verliert 14,1 % und vereint nun 33,5 % der Stimmen auf sich.[4]

### Montag, 4. Februar 2013
- Dale County/Vereinigte Staaten: Blutiges Ende der Geiselnahme von Midland City.[5]
- Leicester/Vereinigtes Königreich: Die vor fünf Monaten bei archäologischen Grabungen in Leicester gefundenen Skelettreste wurden inzwischen als die Knochen des englischen Königs Richard III. (1452–1485) identifiziert.[6]

### Dienstag, 5. Februar 2013
- Düsseldorf/Deutschland: Die Heinrich-Heine-Universität Düsseldorf erkennt der Bundesministerin für Bildung und Forschung Annette Schavan den Doktorgrad aufgrund von Plagiaten ab.[7]
- London/Vereinigtes Königreich: Das Britische Unterhaus befürwortet mehrheitlich die Eheöffnung für gleichgeschlechtliche Paare in England und Wales.[8]

### Mittwoch, 6. Februar 2013
- Oberursel/Deutschland: Die Euro-kritische Partei Alternative für Deutschland (AfD) gründet sich.[9]
- Honiara/Salomonen: Ein Erdbeben mit einer Stärke von 8,0 auf der Richterskala löst einen Tsunami aus, der Häuser in mehreren Dörfern auf den Santa-Cruz-Inseln zerstört.[10]
- Straßburg/Frankreich: Das Europäische Parlament befürwortet ein Verbot für das Zurückkippen von Fischerei-Beifang ins Wasser.[11]

### Donnerstag, 7. Februar 2013
- ʿAbs/Jemen: Bei einer Explosion eines Waffenlagers der jemenitischen Armee sterben mehr als zehn Menschen.[12]
- Berlin/Deutschland: Die 63. Internationalen Filmfestspiele Berlin werden mit dem Film The Grandmaster des Regisseurs Wong Kar-Wai eröffnet.[13]
- Brüssel/Belgien: Der Sondergipfel der Europäischen Union für die Haushaltsberatungen des Zeitraumes 2014–2020 beginnt.[14]
- Dublin/Irland: Das irische Parlament beschließt die sofortige Abwicklung der „Irish Bank Resolution Corporation“, der ehemaligen Anglo Irish Bank.[15]

### Freitag, 8. Februar 2013
- Bagdad/Irak: Bei zwei Bombenanschlägen auf dem Shia Markt werden 19 Menschen getötet und 35 weitere verletzt.[16]
- Los Angeles/Vereinigte Staaten: Nach dem Mord an drei Menschen durch den ehemaligen Polizisten Christopher Dorner leitet die kalifornische Polizei eine Großfahndung ein.[17]
- Panchasar/Bangladesch: Bei einem Fährunglück der Muktarpur Ferry Ghat auf dem Fluss Meghna in der Provinz Munsiganj ertrinken 14 Menschen.[18]
- Paris/Frankreich: Nach dem Fund von Pferdefleisch in tiefgefrorener Lasagne nimmt das französische Unternehmen Findus, das von dem fleischverarbeitenden Unternehmen Spanghero beliefert wird, in mehreren europäischen Ländern Fertiggerichte aus dem Handel.[19]

### Samstag, 9. Februar 2013
- Berlin/Deutschland: Bundesbildungsministerin Annette Schavan tritt zurück.[20]
- Neuengland/Vereinigte Staaten: Der Blizzard Nemo zieht über den Nordosten der Vereinigten Staaten hinweg.[21]

### Sonntag, 10. Februar 2013
- Allahabad/Indien: Beim hinduistischen Fest Kumbh Mela in Allahabad kommt es zu einer Massenpanik, bei der mehrere Menschen sterben.[22]
- Johannesburg/Südafrika: Das Finale der 29. Fußball-Afrikameisterschaft entscheidet die Auswahl Nigerias gegen Burkina Faso mit 1:0 für sich und feiert den ersten Turniergewinn seit 19 Jahren.[23]
- Monaco/Monaco: Parlamentswahl

### Montag, 11. Februar 2013

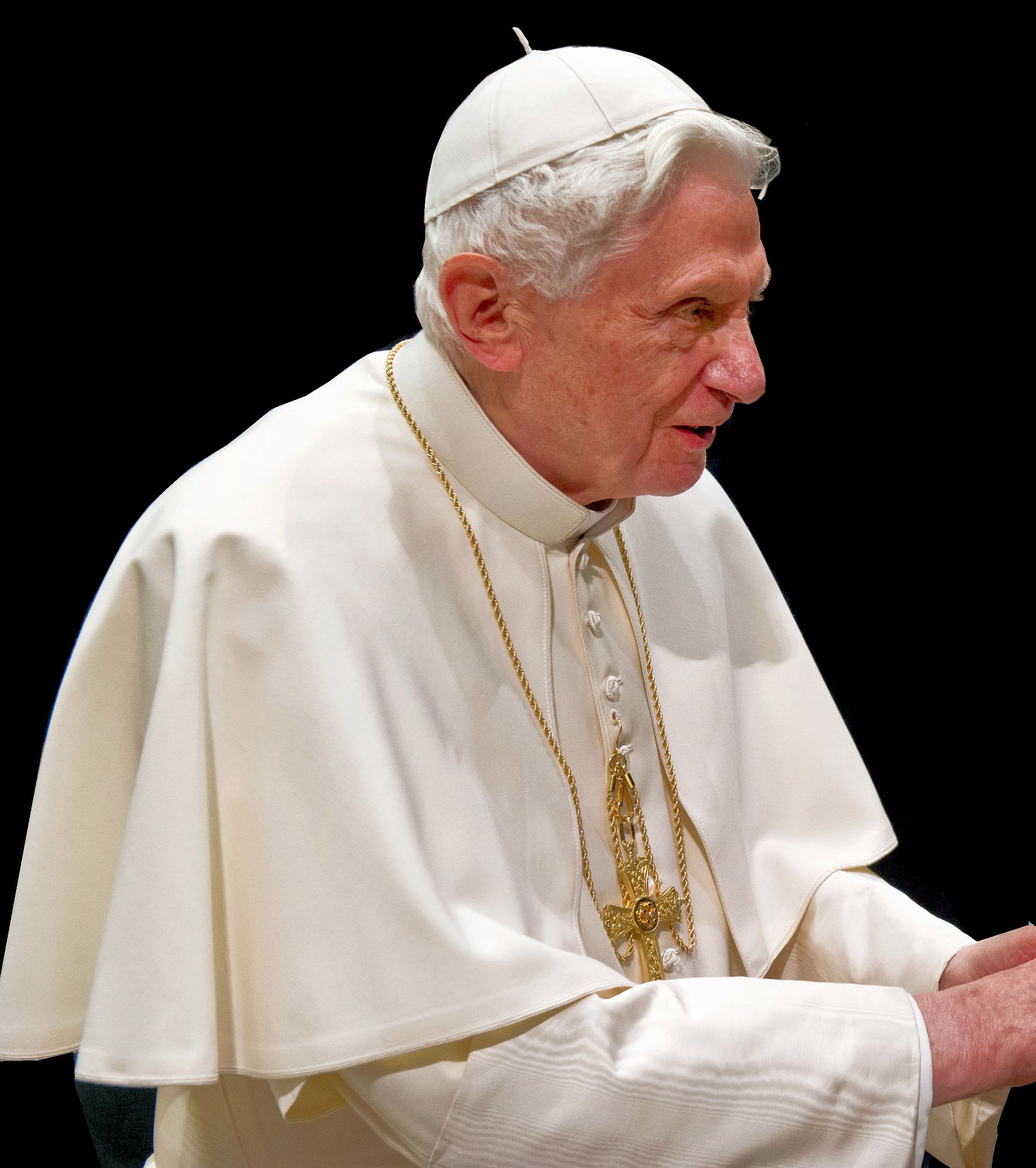
Benedikt XVI.

- Charleville/Liberia: Beim Absturz eines guineischen Militärflugzeuges sterben elf Menschen, darunter der Ranghohe Militär-General und Armeechef Souleymane Kelefa Diallo.[24]
- Vatikanstadt: Papst Benedikt XVI. kündigt an, sein Amt am 28. Februar 2013 niederzulegen.[25]
- Workuta/Russland: Bei einer Explosion in einem Kohle-Bergwerk in der Republik Komi werden neunzehn Bergmänner getötet.[26]

## Weblinks

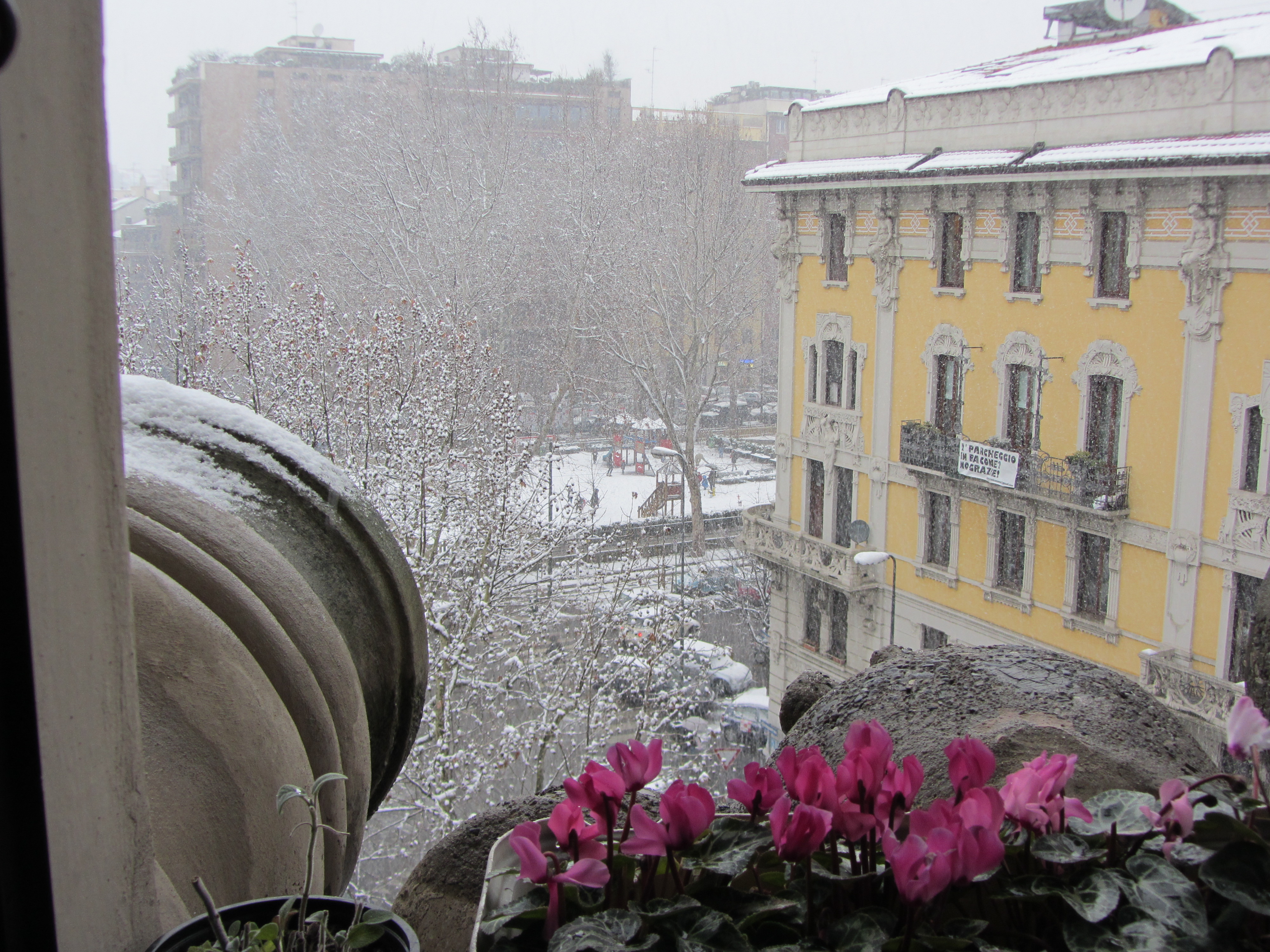
Mailand im Februar 2013

### Dienstag, 12. Februar 2013
- Athen/Griechenland: Das Internationale Olympische Komitee plant, nach 124 Jahren die Sportart Ringen ab den Olympischen Sommerspielen 2020 aus dem olympischen Programm zu streichen.[27]
- Paris/Frankreich: Die Nationalversammlung befürwortet die Eheöffnung und das gemeinschaftliche Adoptionsrecht für gleichgeschlechtliche Paare.[28]
- Pjöngjang/Nordkorea: Nordkorea führt einen Kernwaffentest durch und verursacht dadurch im Nordosten des Landes ein Erdbeben der Stärke 4,9 bis 5,2.[29]

### Mittwoch, 13. Februar 2013
- Berlin/Deutschland: Der politische Geschäftsführer der Piratenpartei, Johannes Ponader, kündigt seinen Rückzug aus der Politik an.[30]
- Donezk/Ukraine: Bei der Bruchlandung einer Antonow An-24 der South Airlines auf dem Flughafen Donezk werden fünf Menschen getötet und zwölf weitere verletzt.[31]
- Prypjat/Ukraine: Das Dach und eine Stützwand des Sarkophags des Kernkraftwerks Tschernobyl stürzen teilweise ein.[32]

### Donnerstag, 14. Februar 2013
- Berlin/Deutschland: Bundespräsident Joachim Gauck ernennt Johanna Wanka zur Bundesbildungsministerin als Nachfolgerin von Annette Schavan.[33]
- Hangu/Pakistan: Bei Bombenanschlägen in dem Ort Tall Tehsil werden sieben Menschen getötet und 15 weitere verletzt.[34]
- Hannover/Deutschland: Die Bonner Eurodance-Formation Cascada gewinnt mit ihrem Song „Glorious“ den deutschen Vorentscheid Unser Song für Malmö und wird die Rundfunkanstalten Deutschlands beim Eurovision Song Contest 2013 in Malmö vertreten.[35]
- Mobile/Vereinigte Staaten: Nach einer Woche mit Motorschaden auf hoher See erreicht das havarierte Kreuzfahrtschiff „Carnival Triumph“ den Hafen von Mobile (Alabama).[36]
- Pittsburgh/Vereinigte Staaten: Das Unternehmen 3G Capital der Investoren Jorge Paulo Lemann, Marcel Herrmann Telles und Carlos Alberto Sicupira erwirbt gemeinschaftlich mit dem US-amerikanischen Unternehmen Berkshire Hathaway von Investor Warren Buffett das US-amerikanische Unternehmen H. J. Heinz Company.[37]
- Tempe/Vereinigte Staaten: Die US-amerikanischen Fluggesellschaften American Airlines und US Airways kündigen an, zur weltweit größten Fluggesellschaft zu fusionieren.[38]
- Todmorden/Vereinigtes Königreich: In der Grafschaft West Yorkshire werden im Zuge des Pferdefleischskandals drei Fleischverarbeiter festgenommen, die falsch deklarierte und mit Pferdefleisch versetzte Rindfleischprodukte auf den Markt gebracht haben sollen.[39]

### Freitag, 15. Februar 2013

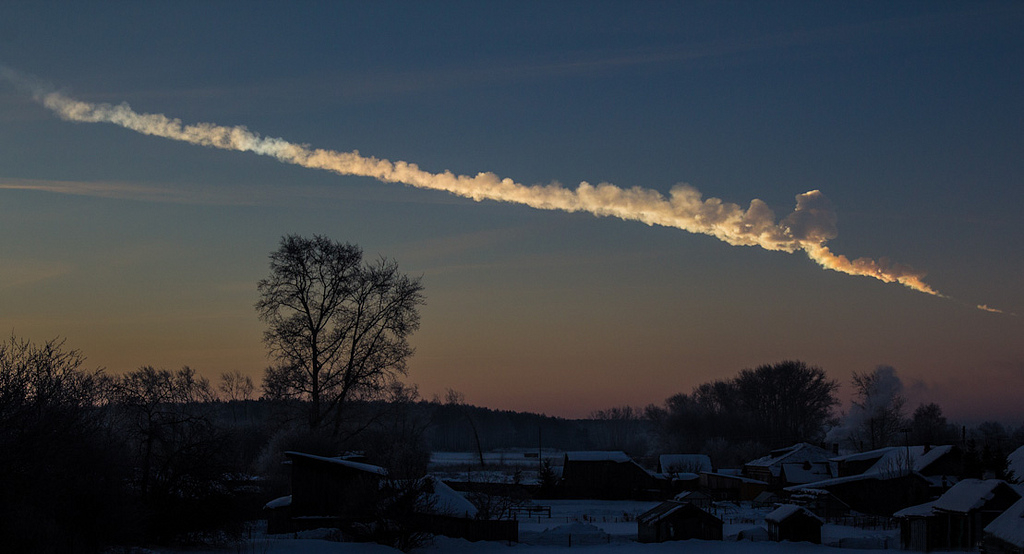
Rauchfahne des Meteors im Ural

- Mossul/Irak: Bei einem Anschlag im Talafer Distrikt wird der Geheimdienst Offizier und Brigadier-General Awni Ali Abd getötet.[40]
- Santa Ana/Vereinigte Staaten: Mit dem US-amerikanischen Fußballnationalspieler Robbie Rogers bekennt sich der erste Profifußballer und Fußballnationalspieler in der Geschichte des Fußballs als schwul.[41]
- Tscheljabinsk/Russland: Beim Einschlag des Meteors von Tscheljabinsk werden in der Stadt im Ural über 700 Menschen verletzt.[42]

### Samstag, 16. Februar 2013
- Belutschistan/Pakistan: Bei einem Selbstmordattentat auf einem Hazara-Markt werden 82 Menschen getötet und 200 verletzt.[43]
- Berlin/Deutschland: Im Rahmen der 63. Internationalen Filmfestspiele Berlin wird das rumänische Sozialdrama Die Stellung des Kindes von Călin Peter Netzer mit dem Goldenen Bären ausgezeichnet.[44]

### Sonntag, 17. Februar 2013

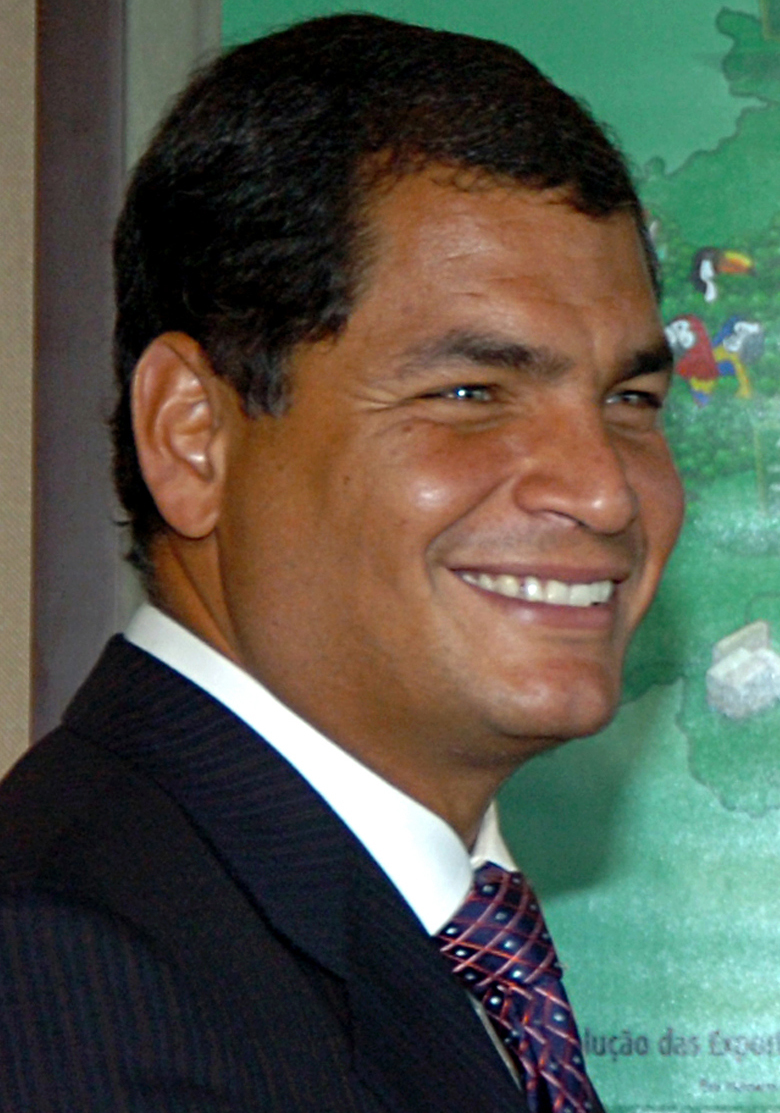
Rafael Correa

- Bagdad/Irak: Bei einer Anschlagsserie durch Autobomben werden 23 Menschen getötet und 70 verletzt.[45]
- Nikosia/Zypern: Erster Wahlgang der Präsidentschaftswahl
- Quito/Ecuador: Präsidentschafts- und Parlamentswahl in Ecuador 2013, diese gewinnt Amtsinhaber Rafael Correa (Movimiento PAÍS).

### Montag, 18. Februar 2013
- Jerewan/Armenien: Amtsinhaber Sersch Sargsjan gewinnt die Präsidentschaftswahl in Armenien.[46]

### Dienstag, 19. Februar 2013
- Brüssel/Belgien: Auf dem Flughafen von Brüssel erbeuten unbekannte Diebe Diamanten im Wert von 37,5 Millionen Euro.[47]
- Den Haag/Niederlande: Der Prozess gegen den früheren ivorischen Staatschef Laurent Gbagbo vor dem Internationalen Strafgerichtshof beginnt. Es ist dessen erster Prozess gegen ein ehemaliges Staatsoberhaupt.[48]
- Hannover/Deutschland: Der Landtag wählt Stephan Weil (SPD) zum neuen Ministerpräsidenten von Niedersachsen.[49]
- Kansas City/Vereinigte Staaten: Bei einer Gasexplosion im Einkaufs- und Restaurantviertel „Country Club Plaza“ werden mindestens 16 Menschen verletzt.[50]
- Karlsruhe/Deutschland: Das Bundesverfassungsgericht erklärt das Verbot der Sukzessivadoption bei eingetragenen Lebenspartnerschaften für verfassungswidrig.[51]
- Puschlav/Schweiz: Problembär M13 wird im Kanton Graubünden nach behördlicher Anweisung abgeschossen.[52]
- Sanaa/Jemen: Beim Absturz eines Militärflugzeuges im Stadtteil Al-Kadissija sterben zwölf Menschen, 18 weitere werden verletzt.[53]
- Tunis/Tunesien: Ministerpräsident Hamadi Jebali tritt nach einem Gespräch mit Staatspräsident Moncef Marzouki von seinem Amt zurück.[54]

### Mittwoch, 20. Februar 2013
- Atlanta/Vereinigte Staaten: Ein Berufungsgericht im US-Bundesstaat Georgia stoppt die Hinrichtung des geistig Behinderten verurteilten Todeskandidaten Warren Lee Hill.[55]
- Berlin/Deutschland: Air Berlin entlässt im Rahmen des Sparprogrammes rund 90 Angestellte der Konzernzentrale.[56]
- London/Vereinigtes Königreich: Verleihung der BRIT Awards[57]
- San Sebastián de La Gomera/Spanien: Der Präses der Landessynode der Evangelischen Kirche in Mitteldeutschland Wolf von Marschall ertrinkt bei einem Badeunfall auf der Kanarischen Insel La Gomera.[58]
- Sofia/Bulgarien: Ministerpräsident Bojko Borissow tritt nach Protesten der Bevölkerung gegen die Regierung zurück.[59]
- Stuttgart/Deutschland: Der Chef der baden-württembergischen Piraten Lars Pallasch tritt zurück und aus seiner Partei aus.[60]

### Donnerstag, 21. Februar 2013
- Augsburg/Deutschland: Der Prozess gegen die beiden mutmaßlichen Täter des vor über einem Jahr begangenen Polizistenmordes von Augsburg beginnt.[61]
- Berlin/Deutschland: Der Bundestag verabschiedet das reformierte Bundestagswahlrecht, wonach Ausgleichsmandate bei Überhangmandaten aufgestockt werden und dadurch der nächste Bundestag mehr Abgeordnetensitze bekommen wird.[62]
- Bridgetown/Barbados: Die Parlamentswahl findet statt.
- Damaskus/Syrien: Bei einem Terroranschlag auf die Zentrale der syrischen Baath-Partei sterben mindestens 53 Menschen.[63]
- Hyderabad/Indien: Bei zwei Explosionen sterben mindestens 14 Menschen und 78 weitere werden durch die Detonationen verletzt.[64]
- München/Deutschland: Der tschechische Ministerpräsident Petr Nečas hält eine Rede im Bayerischen Landtag.[65]
- Trier/Deutschland: Die römisch-katholischen Bischöfe in Deutschland „erlauben“ die sogenannte Pille danach, wenn die Befruchtung durch eine Vergewaltigung der Frau entstand.[66]

### Freitag, 22. Februar 2013
- Dschibuti/Dschibuti: Parlamentswahl
- Kidal/Mali: Bei Gefechten in der Bergregion Adrar des Ifoghas sterben rund 80 Menschen, darunter der Kopf der al-Qaida im islamischen Maghreb (AQIM) Abdelhamid Abou Zeid.[67]
- New York/Vereinigte Staaten: Die Ratingagentur Moody’s entzieht Großbritannien den AAA-Status für die Kreditwürdigkeit.[68]
- Paris/Frankreich: Verleihung des César im Théâtre du Châtelet[69]
- Pretoria/Südafrika: Der wegen Mordes an dem Model Reeva Steenkamp angeklagte Paralympics- und Olympiateilnehmer Oscar Pistorius wird auf Kaution vom Pretoria Magistrate's Court freigelassen.[70]
- Vatikanstadt: Papst Benedikt XVI. erlaubt in einer Regeländerung ein Vorziehen des Konklave 2013.[71]

### Samstag, 23. Februar 2013
- Berlin/Deutschland: Der Bundestag stoppt sämtliche Zahlungen an die rechtsextreme Partei NPD.[72]
- Daytona Beach/Vereinigte Staaten: Bei einem Unfall während des 300-Meilen-Rennens der Nascar-Serie auf dem Daytona International Speedway in Florida werden 32 Menschen verletzt.[73]
- Rust/Deutschland: Die amtierende Miss Niedersachsen Carolina Noeding wird im Europa-Park in Rust zur Miss Germany gekürt.[74]

### Sonntag, 24. Februar 2013

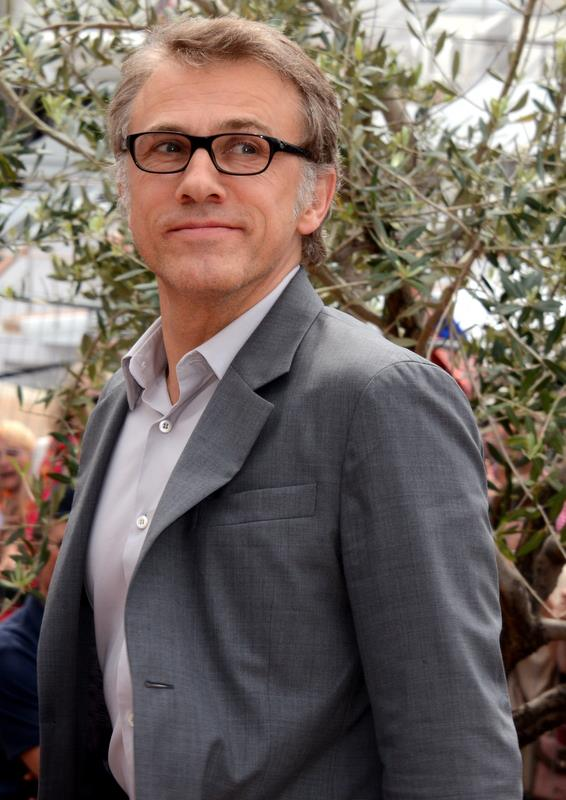
Christoph Waltz

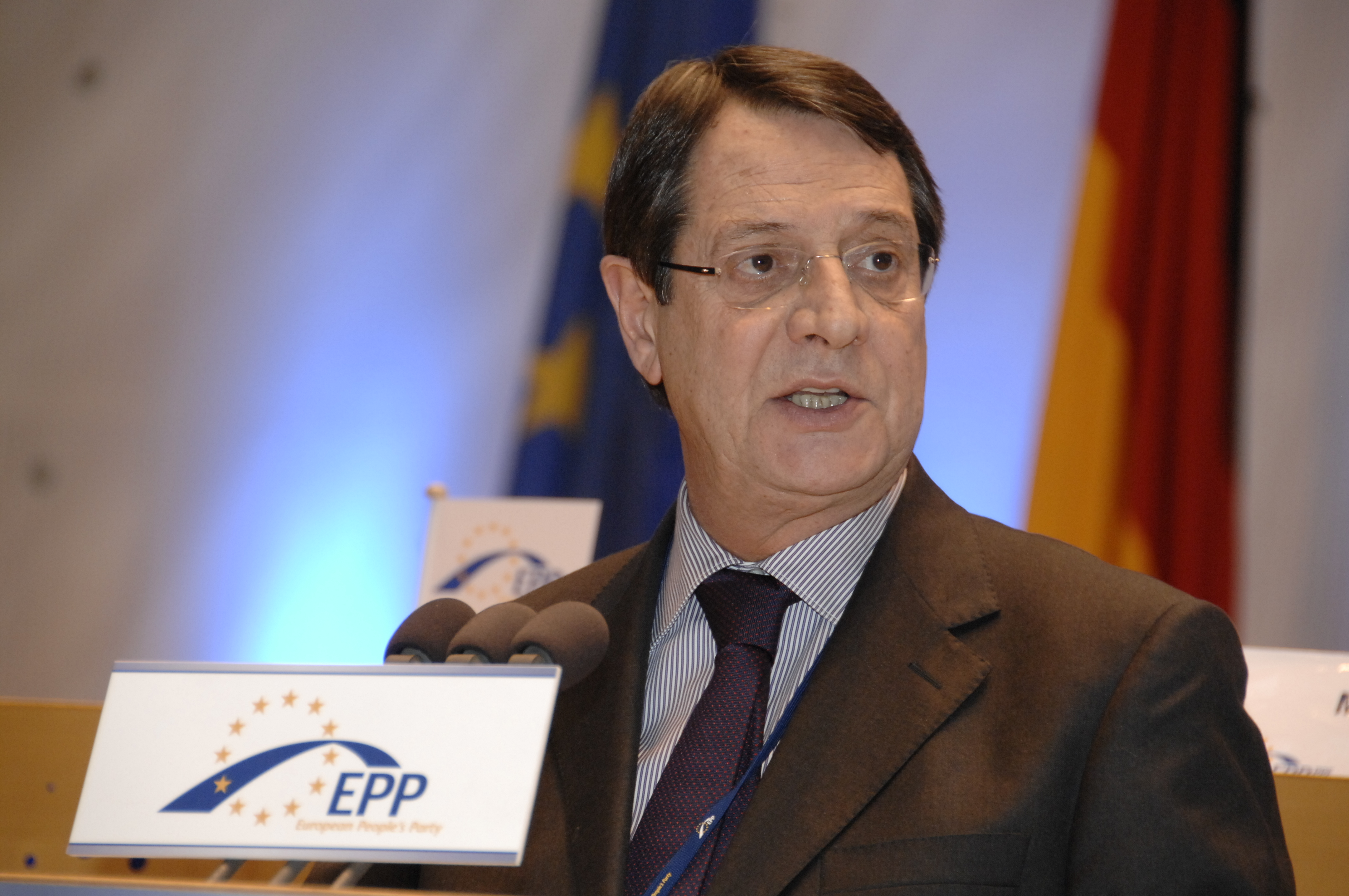
Nikos Anastasiadis

- Havanna/Kuba: Staatschef Raúl Castro wird für fünf weitere Jahre wiedergewählt.[75]
- Ho-Chi-Minh-Stadt/Vietnam: Bei einer Explosion eines Filmpyrotechnik- und Spezialeffektlagers sterben zehn Menschen.[76]
- Kabul/Afghanistan: Präsident Hamid Karzai ordnet den Rückzug der United States Army aus den Unruheprovinzen Wardak und Logar an.[77]
- Los Angeles/Vereinigte Staaten: Bei der 85. Oscarverleihung wird Christoph Waltz aus Österreich für seine Leistung in Django Unchained als bester Nebendarsteller ausgezeichnet.[78]
- Nikosia/Zypern: Der konservative Politiker Nikos Anastasiadis ist neuer Präsident der Republik Zypern.[79]
- Rom/Italien: Beginn der zweitägigen Parlamentswahlen
- Sofia/Bulgarien: Ein Kirchenkonzil wählt den Metropoliten der Diözese von Russe Neofit zum neuen Patriarchen der Bulgarisch-Orthodoxen Kirche.[80]

### Montag, 25. Februar 2013
- London/Vereinigtes Königreich: Der Erzbischof von St Andrews und Edinburgh, Keith Patrick Kardinal O’Brien, Oberhaupt der Katholiken in Großbritannien, tritt von seinem Amt zurück.[81]
- Nakhon Phanom/Thailand: Bei einer Explosion einer Bombe am Makha-Bucha-Tag werden 32 Menschen verletzt und vier Menschen getötet.[82]
- Oldenburg/Deutschland: Die Staatsanwaltschaft Oldenburg deckt Betrügereien bei der Hühnerhaltung auf Biohöfen bei der Kennzeichnung von Bio-Eiern auf.[83]
- Rom/Italien: Das linke Parteienbündnis von Pier Luigi Bersani gewinnt die italienische Parlamentswahl.[84]
- Seoul/Südkorea: Park Geun-hye wird als erste Präsidentin Südkoreas vereidigt.[85]
- Tunis/Tunesien: Eine Gruppe von Islamistischen Salafisten wird 19 Tage nach dem Mord an dem Oppositionspolitiker Chokri Belaïd festgenommen.[86]

### Dienstag, 26. Februar 2013
- Al-Dhabaija/Ägypten: Bei einem Absturz eines Heißluftballons in der Nähe von Luxor sterben 19 ausländische Touristen.[87]
- Baden-Baden/Deutschland: Media Control ehrt den Schauspieler George Clooney für sein politisches Engagement als „Ikone der Filmbranche“ mit dem Deutschen Medienpreis.[88]

### Mittwoch, 27. Februar 2013
- Bagdad/Irak: Bei einem Autobombenanschlag der Al-Qaida werden im schiitischen Stadtviertel Shula 14 Menschen getötet.[89]
- Kalkutta/Indien: Bei einem Großbrand auf dem Surya Sen Markt im Stadtteil Sealdah werden 50 Menschen verletzt und 19 Menschen sterben.[90]
- Menznau/Schweiz: Bei einer Schießerei in einer Holzbau-Firma werden drei Personen getötet und sieben Menschen verletzt.[91]
- Moskau/Russland: Das Kaspersky Lab hat in 20 Ländern auf den Rechnern von Europäischen Regierungsorganisationen und Firmen den Computervirus „MiniDuke“ entdeckt.[92]
- Mwingi/Kenia: Bei einem Unfall eines Linienbusses von Nairobi nach Garissa sterben 35 Menschen.[93]
- Naw Abad/Afghanistan: In der Provinz Ghasni werden 17 Menschen, darunter zehn Polizisten, erschossen.[94]
- Nyon/Schweiz: Franz Beckenbauer wird von der UEFA durch Michel Platini mit dem President’s Award ausgezeichnet.[95]
- Vatikanstadt: Letzte Generalaudienz von Papst Benedikt XVI. auf dem Petersplatz in Rom.[96]

### Donnerstag, 28. Februar 2013

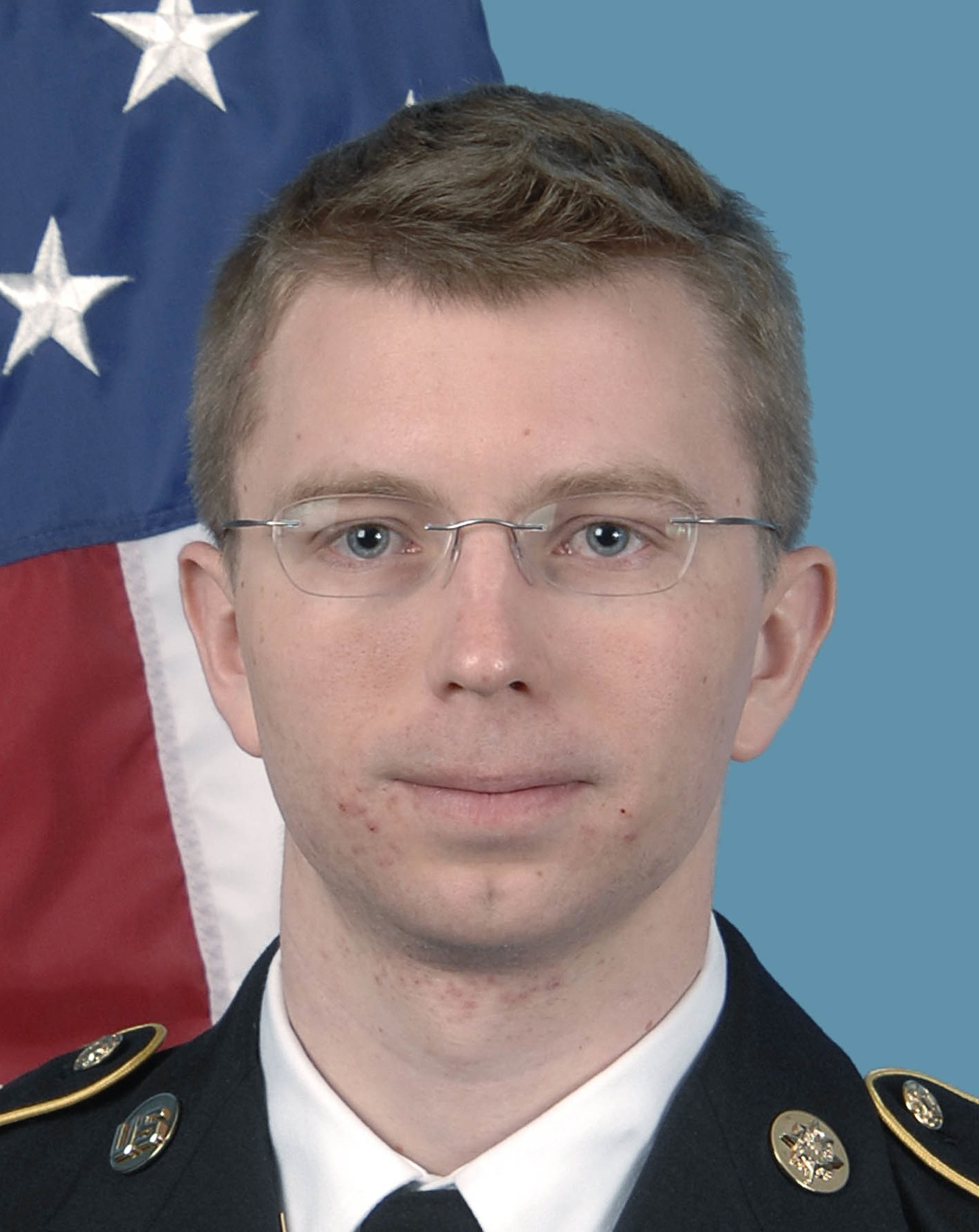
Bradley Manning

- Anne Arundel County/Vereinigte Staaten: Vor dem Magistrate Court im Fort George G. Meade gesteht der US-amerikanische Soldat Bradley Manning die Weitergabe von geheimen Informationen an WikiLeaks.[97]
- Bagdad/Irak: Bei einem Bombenanschlag in einem von Schiiten bewohnten Viertel sterben elf Menschen und 32 Personen werden verletzt.[89]
- Berlin/Deutschland: Der Bundestag beschließt die Räumung und Schließung des maroden Atommülllagers Asse.[98]
- Nikosia/Zypern: Nikos Anastasiades wird als Präsident der Republik Zypern vereidigt.[99]
- Vatikanstadt: Papst Benedikt XVI. legt sein Amt um 20.00 Uhr nieder.[25]